# Michael Lenihan
Michael Lenihan OFM (* 22. September 1951 in Abbeyfeale) ist ein irischer Ordensgeistlicher und römisch-katholischer Erzbischof von San Pedro Sula in Honduras.

## Leben
Michael Lenihan trat der Ordensgemeinschaft der Franziskaner (OFM) 1972 bei, legte am 17. September 1977 die feierliche Profess ab und empfing am 12. Juli 1980 die Priesterweihe. Er studierte Philosophie an der National University of Ireland, Galway und Theologie an der Päpstlichen Universität Heiliger Thomas von Aquin und der Päpstlichen Universität Gregoriana, beide in Rom. Er war unter anderem Geistlicher Leiter des Multyfarnham College (Irland), Vikar des Wesford Convent (Irland), Pfarrvikar, Guardian und Pfarrer von St. Francis in Gotera, Morazán (El Salvador), Guardian und Pfarrvikar von La Palma, Chalatenango (El Salvador), Guardian und Pfarrer von Santos Martíres, Comayagua (Honduras) sowie Provinzdefinitor der Region Honduras. Michael Lenihan war Generalvikar des Bistums Comayagua in Honduras zudem Guardian der Bruderschaft des Heiligen Bonaventura der Provinzkurie der Minderbrüder und Pfarrvikar des Immaculado Corazón de María in Guatemala.
Papst Benedikt XVI. ernannte ihn am 30. Dezember 2011 zum ersten Bischof des mit gleichem Datum errichteten Bistums La Ceiba. Die Bischofsweihe spendete ihm der Erzbischof von Tegucigalpa, Óscar Andrés Kardinal Rodríguez Maradiaga SDB, am 11. Februar des nächsten Jahres; Mitkonsekratoren waren Erzbischof Luigi Bianco, Apostolischer Nuntius in Honduras, und Angel Garachana Pérez CMF, Bischof von San Pedro Sula.
Am 26. Januar 2023 erhob Papst Franziskus das Bistum San Pedro Sula zum Erzbistum und ernannte Michael Lenihan zum ersten Erzbischof. Die Amtseinführung fand am 11. März desselben Jahres statt.